# Signe Heide Steen
Signe Heide Steen, född 17 maj 1881 i Holmestrand, död 18 oktober 1959 i Oslo, var en norsk skådespelare. Hon var barnbarn till Johan Albert Heide (1848-1925), gift med skådespelaren och tenoren Harald Steen och mor till Randi Heide Steen, Harald Heide Steen och Kari Diesen. Hon spelade även in grammofonskivor.

## Filmografi
- 1920 – Kaksen paa Øverland – Ingerid, Aasmunds fru
- 1924 – Til sæters – Gunhild
- 1928 – Cafe X – fru Hansen
- 1936 – Norge for folket
- 1949 – Døden er et kjærtegn – Martha, Sonja